# Primera batalla de Liman
La Primera batalla de Liman va ser un enfrontament militar durant la invasió russa d'Ucraïna del 2022, a la ciutat de Liman com a part de la batalla de Donbàs de l'ofensiva més àmplia d'Ucraïna oriental. Va començar el 23 de maig i va acabar el 27 de maig de 2022.

## Context
Un mes després de la invasió russa, Rússia va afirmar controlar el 93% de l'oblast de Luhansk, deixant Sievierodonetsk i Lissitxansk com a resistències ucraïneses estratègicament importants a la zona. Els plans russos per capturar Sievierodonetsk es basaven en els seus èxits a les ciutats properes de Rubijne al nord i Popasna al sud. El 6 d'abril, les forces russes havien capturat el 60% de Rubijne, i els projectils i coets estaven aterrant a Sievierodonetsk en "intervals regulars i sostinguts". L'endemà, les forces de la 128a Brigada d'Assalt de Muntanya van dur a terme una ofensiva que suposadament va conduir a les forces russes a 6-10 quilòmetres de distància de l'altra ciutat propera de Kreminnà. Les forces russes van prendre Rubijne i la propera ciutat de Voevodivka el 12 de maig de 2022.
Al sud de Liman, la batalla Síverki Donests es va produir a mitjan maig de 2022, amb Ucraïna repel·lint múltiples intents russos de travessar el riu. Les forces russes van patir entre 400 i 485 morts i ferits durant els intents.

## Batalla
Les forces russes van intensificar les operacions ofensives al voltant de Liman i van obtenir guanys el 23 de maig. Les forces russes van llançar un assalt a la part nord de Liman i van prendre almenys el control parcial de la ciutat. Les forces russes, a més, van intensificar els atacs d'artilleria contra Avdíivka i van aprofitar la seva anterior captura de Novoselivka per avançar sobre Avdíivka i obtenir accés de carretera cap a Sloviansk.
Els russos van intensificar els seus atacs cap al centre de la ciutat l'endemà, iniciant lluites de carrer. Amb el suport de l'artilleria i l'aviació, el 25 de maig, les forces russes van continuar l'ofensiva cap a l'assentament de Liman, capturant prop del 70% del territori de la ciutat. Les forces ucraïneses es van retirar als assentaments del sud de la ciutat, oferint una resistència ferotge, mentre que alguns soldats es van rendir durant el setge.
Després de dur a terme una evacuació final de civils i deixar subministraments per a aquells que van decidir quedar-se, les últimes forces ucraïneses van evacuar Liman la tarda del 26 de maig, destruint l'últim pont que quedava darrere d'ells. L'assessor presidencial ucraïnès Oleksi Arestòvitx va dir que la ciutat havia estat capturada per les forces russes, una declaració confirmada per l'Institut per a l'Estudi de la Guerra.
L'endemà, però, el Ministeri de Defensa d'Ucraïna va afirmar que la batalla pel control de la ciutat encara estava en curs, afirmant que les seves forces continuaven mantenint els districtes del sud-oest i nord-est, mentre que altres funcionaris ucraïnesos reconeixien la majoria de Liman, inclòs el centre de la ciutat, estava sota control rus. A més, el Regne Unit també va avaluar que la major part de la ciutat havia estat sota control rus el 27 de maig. Tant les forces separatistes recolzades per Rússia com l'exèrcit rus van fer reclamacions separades de victòria el 27 i 28 de maig. A principis del 30 de maig, l'exèrcit ucraïnès va reconèixer que les forces russes s'havien consolidat a Liman i es preparaven per a un atac contra Sloviansk.

## Conseqüències
Rússia va guanyar un centre estratègic de ferrocarril, i indirectament va accelerar la batalla de Sievierodonetsk, i va empènyer les forces ucraïneses a la riba dreta del riu Síverski Donets fins a principis de setembre.